# Jorge Medauar
Jorge Medauar (Uruçuca, 15 de abril de 1918 – São Paulo, 3 de junho de 2003) foi um poeta e contista brasileiro.

## Biografia
Jorge Emílio Medauar, nasceu em Água Preta do Mocambo, sede do então distrito de Ilhéus, hoje cidade e município de Uruçuca. Descende de pais sírio-libaneses. É da chamada “Geração de 45”.
Em 1959 foi galardoado com o Prêmio Jabuti, da Câmara Brasileira do Livro na categoria "Contos/crônicas/novelas", mesmo ano que Jorge Amado ganho na categoria romance.
Foi diretor geral da sucursal paulista de "O Globo" e, no Rio, secretário da revista Literatura. Era membro da Academia de Letras de Ilhéus e da Academia de Letras do Brasil, com sede em Brasília.

## Prêmios
- Prêmio Jabuti em 1959;
- Anacleto Alves, de Itabuna;
- Governador do Estado, do Conselho Estadual de Cultura de São Paulo (O Incêndio).[1]

## Obras
- ´Chuva sobre a tua Semente, 1945, poemas;
- Morada de Paz 1949, poemas;
- Prelúdios, Noturnos e Temas de Amor 1954, poemas;
- Às Estrelas e aos Bichos 1956, poemas;
- Água Preta, 1958, seu primeiro livro de contos;
- Histórias de Menino 1961
- A Procissão e os Porcos, 1962, contos;
- O Incêndio, 1963, contos;
- O Visgo da Terra 1996, romance.[2]